# 더 이글 (2011년 영화)
더 이글(The Eagle)은 미국, 영국에서 제작된 케빈 맥도널드 감독의 2011년 모험, 드라마 영화이다. 채닝 테이텀 등이 주연으로 출연하였고 던컨 켄워시 등이 제작에 참여하였다.
1954년 역사모험 소설 The Eagle of the Ninth를 각색한 작품이다.

## 출연

### 주연
- 채닝 테이텀
- 제이미 벨

### 조연
- 이스트반 고즈
- 벤스 게로
- 데니스 오헤어
- 폴 리터
- 솔트 라즐로
- 줄리언 루이스 존스
- 알러더 라클로스
- 마셀 미클로
- 발린트 마그야
- 페렝크 퍼터키
- 발린트 앤탈
- 루칵스 빅스키
- 더글라스 헨셀
- 제임스 헤이즈
- 도날드 서덜랜드
- 안드라스 파라고
- 사이먼 페이즐리 데이
- 데이킨 매튜스
- 핍 카터
- 벤 오브라이언
- 로버트 반라키
- 브라이언 글리슨
- 존 캠프링
- 마크 스트롱
- 타하르 라힘
- 토머스 헨리
- 네드 데네히
- 랠프 에이큰
- 그랜빌 색튼
- 월터 반 다이크

## 제작진
- 공동제작: 캐롤라인 휴윗
- 조감독: 조이 코글린
- 조감독: 벤 딕슨
- 조감독: 알폰소 고메즈-레존
- 조감독: 앨리슨 고링
- 조감독: 토미 고믈리
- 조감독: 토비 헤퍼맨
- 조감독: 레이 케니
- 조감독: 라즐로 카다
- 조감독: 수지 리
- 조감독: 앨리너 팝프
- 조감독: 쥬디트 솔테즈
- 조감독: 레카 자보
- 조감독: 제프 테일러
- 미술: 마이클 칼린
- 세트: 레베카 앨리웨이
- 의상: 마이클 오코너
- 분장부문: 스잔드라 비로
- 분장부문: 시도니 이더턴
- 분장부문: 크리스티나 페르
- 분장부문: 웬디 켐프 포브스
- 분장부문: 폴 하이엣
- 분장부문: 그레이엄 존스턴
- 분장부문: 노라 카파스
- 분장부문: 맬렛 말렛
- 분장부문: 로나 맥고완
- 분장부문: 이반 포하녹
- 분장부문: 루퍼트 사이먼
- 분장부문: 비비엔느 심슨
- 분장부문: 케리 스켈튼
- 분장부문: 소피 슬로토버
- 배역: 데스 해밀턴
- 배역: 지나 제이
- 프로덕션매니저: 캘맨 앤탈
- 프로덕션매니저: 타니아 블런든
- 프로덕션매니저: 일디코 케메니
- 프로덕션매니저: 수잔 레이드

## 같이 보기
- 센츄리온 (영화)
- 히스파나 제9군단
- 2011년 영화
- 생존 영화